# ДТС «Чишки»
ДТС «Чишки» (рос. ДТС «Чишки») — населений пункт у Шатойському районі Чечні Російської Федерації.
Населення становить 183 особи. Входить до складу муніципального утворення Чишкинське сільське поселення.

## Історія
Згідно із законом від 20 лютого 2009 року органом місцевого самоврядування є Чишкинське сільське поселення.

## Населення
| 2002 | 2010 |
| ---- | ---- |
| 0    | ↗183 |